# Omorgus asperulatus
Omorgus asperulatus es una especie de escarabajo del género Omorgus, familia Trogidae. Fue descrita científicamente por Harold en 1872.
Esta especie se encuentra en Namibia, Botsuana y República Sudafricana.